# Fiestas, romerías y festivales de Pontevedra

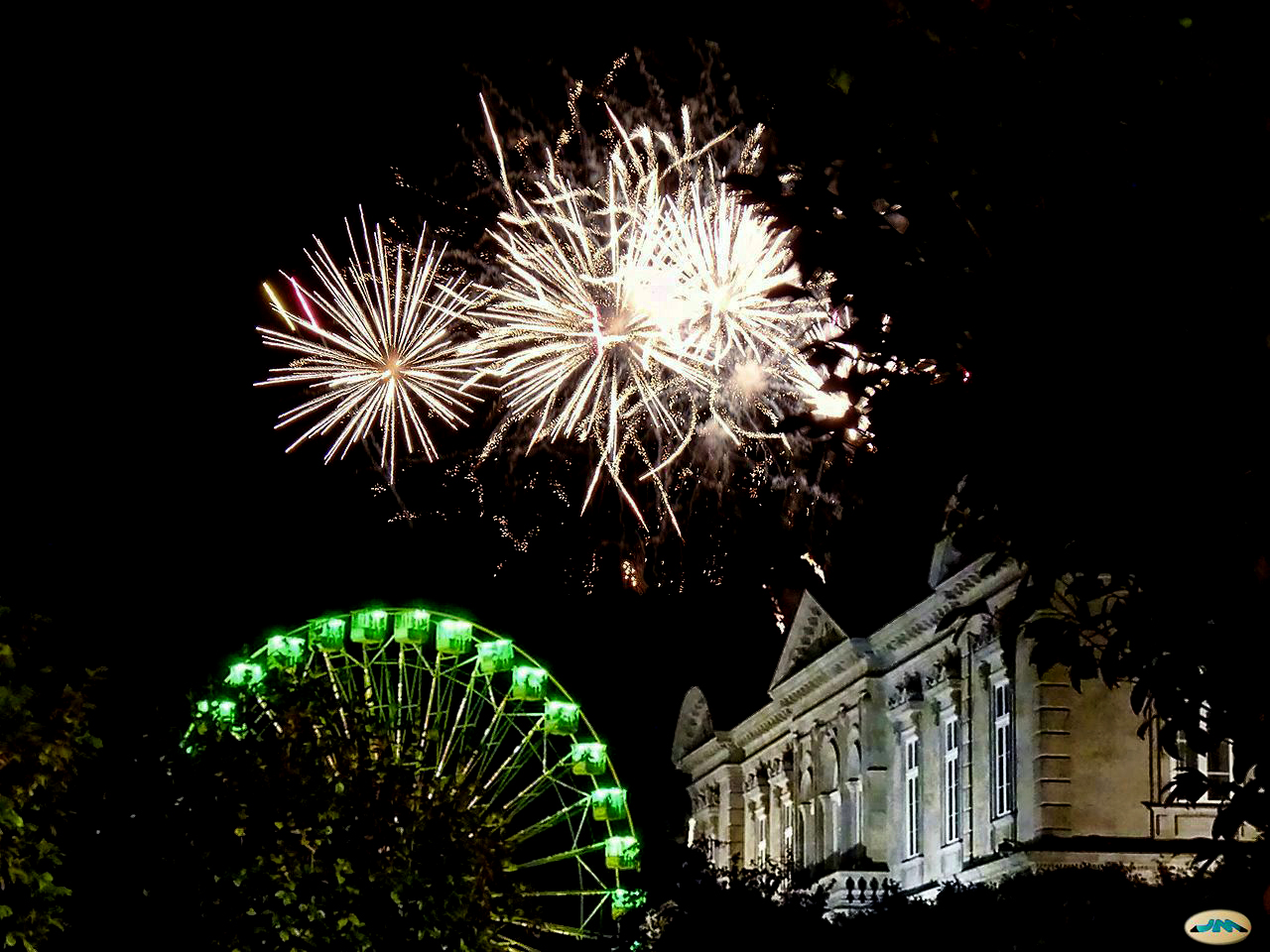
Fuegos artificiales de las Fiestas de la Peregrina.

La ciudad española de Pontevedra es conocida por la gran diversidad de fiestas, romerías y celebraciones tradicionales que tienen lugar en todos sus barrios y parroquias a lo largo del año, muchas de ellas con siglos de historia y una sólida tradición.

## Fiestas paganas
- El Carnaval de Pontevedra, conocido como Entroido, es una de las festividades celebrada en febrero más emblemáticas de Galicia.[1] Durante esta celebración, la ciudad de Pontevedra se sumerge en un ambiente festivo lleno de color y creatividad, donde la originalidad de los disfraces es un elemento central.[2] La celebración comienza con la llegada del rey Urco y también incluye una rica tradición gastronómica, con delicias típicas como las filloas y las orejas de carnaval. [3]

Entre los eventos emblemáticos del Carnaval de Pontevedra destaca la Noche Pirata (Noite Pirata), que tiene lugar el martes de carnaval. Durante esa noche, se recrea la invasión de las tropas inglesas y francesas, culminando con su expulsión de la ciudad por el legendario pirata pontevedrés Benito Soto. Otra tradición popular del carnaval es el Concurso de Murgas, celebrado el jueves de carnaval en el Palacio de Congresos y Exposiciones, donde los participantes exhiben su creatividad y sentido del humor a través de sátiras y coplillas.

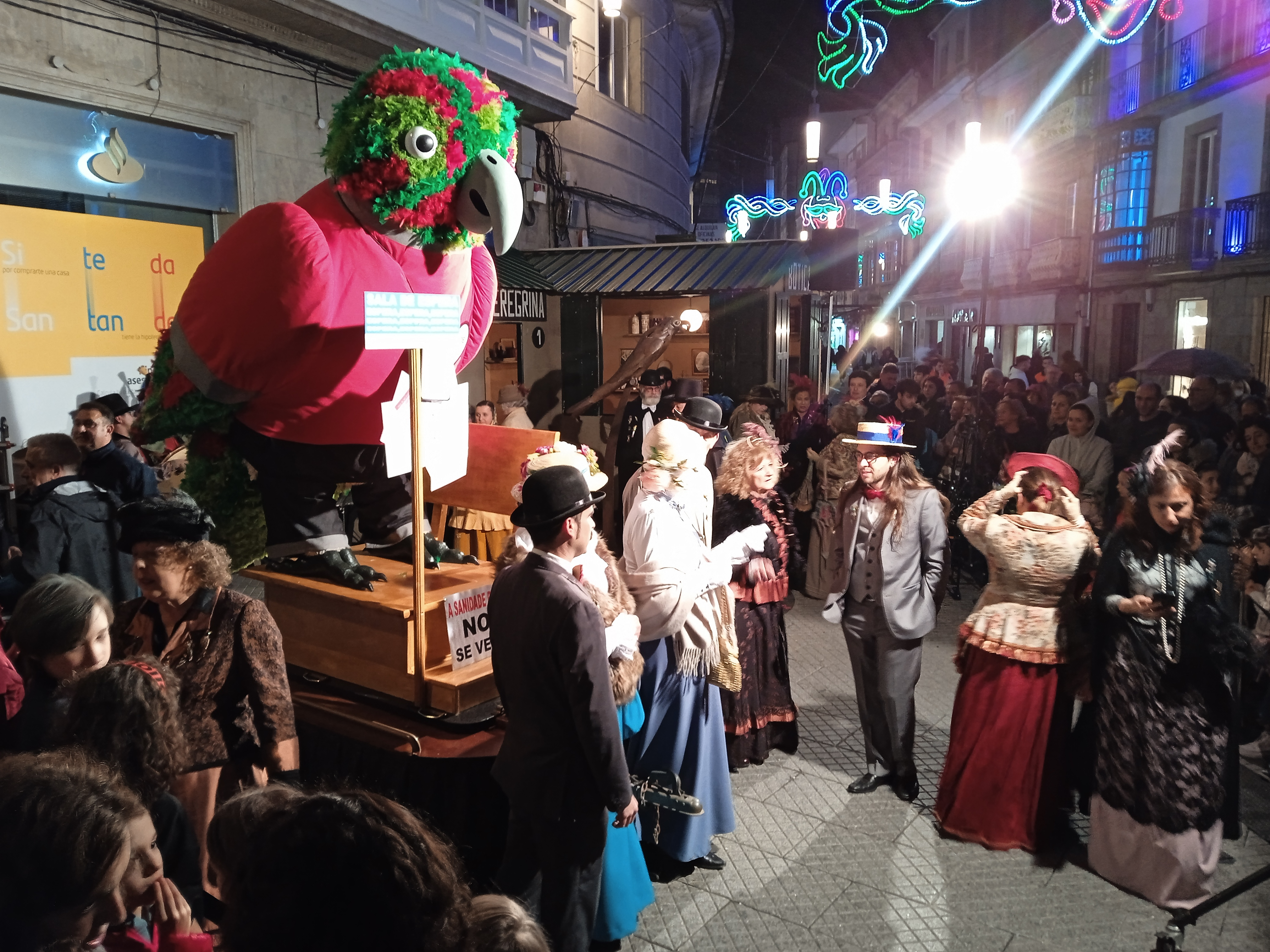
Cortejo fúnebre del loro Ravachol en 2023 durante el Carnaval de Pontevedra.

El personaje central del Carnaval de Pontevedra es el célebre Loro Ravachol. A diferencia de otras ciudades españolas, donde el miércoles de ceniza se celebra el entierro de la sardina, en Pontevedra se conmemora el entierro del Loro Ravachol el sábado posterior al miércoles de ceniza. Este loro fue una figura emblemática en la ciudad a finales del siglo XIX y principios del siglo XX, y su muerte, ocurrida el 26 de enero de 1913, fue seguida de su entierro el 5 de febrero de ese año, coincidiendo con el miércoles de Ceniza. En 1985, se decidió recrear el velatorio y entierro del loro Ravachol como parte del carnaval. Desde entonces, una gran figura de Ravachol, vestida cada año con un disfraz reivindicativo, alusivo a temas de actualidad, recorre las calles del centro histórico de Pontevedra y es quemado al final del cortejo fúnebre, en lo que se conoce como el entierro del Loro Ravachol.

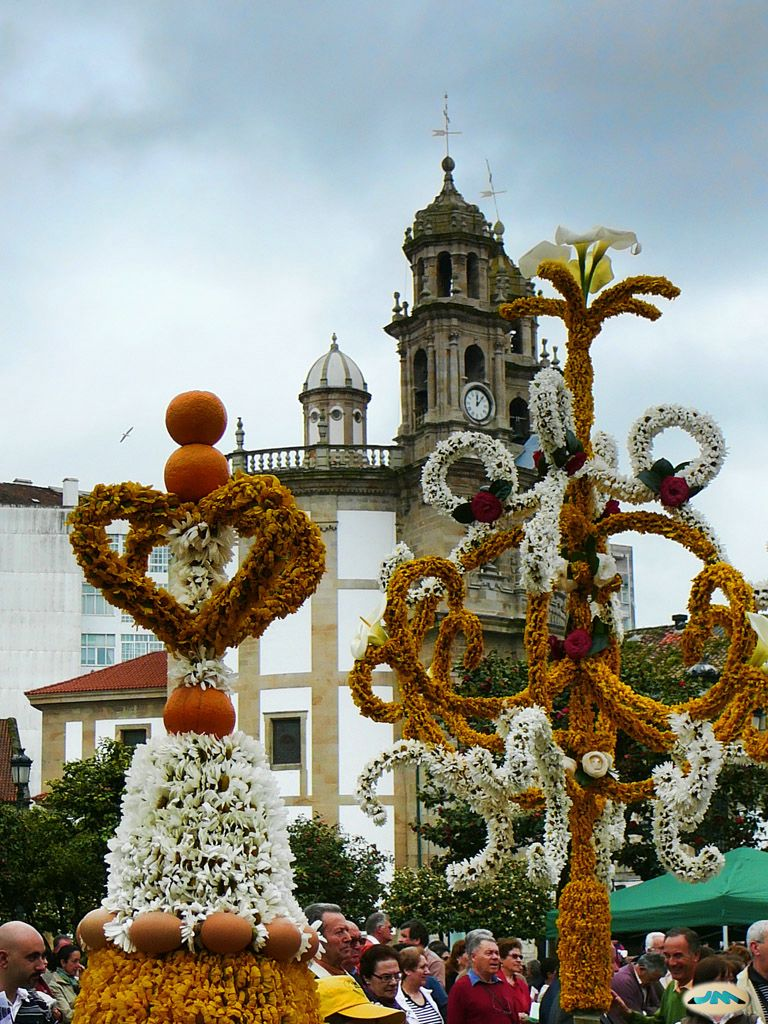
Fiesta de los mayos en la plaza de la Herrería.

- La Fiesta de los Mayos, una tradición de origen celta que perdura en Galicia, es especialmente destacada en las ciudades de Pontevedra y Orense. Los mayos, figuras elaboradas con ramas y flores, simbolizan la llegada de la primavera y llenan de colorido el 1 de mayo. Desde 1970, la Plaza de la Herrería, situada en pleno centro histórico de Pontevedra, se convierte en el escenario de esta celebración. Durante la fiesta, se llevan a cabo competiciones que premian al mejor mayo, la mejor interpretación, las cantigas más destacadas y las coronas más elaboradas, entre otros. La festividad se complementa con la animación de grupos de música tradicional gallega, que añaden un toque festivo a la jornada.[8][9][10]
- Las Hogueras de San Juan, celebradas el 24 de junio, marcan el inicio del verano y una de las noches más largas del año y rinden culto al fuego en las afueras de la ciudad y en las playas cercanas de la ría de Pontevedra. Durante esta noche mágica, es tradición encender hogueras que simbolizan la purificación y renovación y disfrutar de sardiñadas, donde se asan sardinas al aire libre, creando un ambiente festivo que celebra la llegada del verano.[11][12][13]
- Festa do Demo. En la víspera de San Bartolomé, el 23 de agosto, el Demonio, armado con un tridente, se dedica a perseguir a los niños como era costumbre hace décadas por el centro histórico de la ciudad con bromas y travesuras.[14][15]
- Samaín. El 31 de octubre, se celebra Samaín, una festividad de origen celta que conmemora a los difuntos y que en tiempos antiguos marcaba el comienzo del Año Nuevo Celta. Durante la noche que va del 31 de octubre al 1 de noviembre, el centro histórico se llena de vida con una variedad de actividades para todas las edades. Talleres de calabazas y maquillaje, cuentacuentos, música en vivo, y animados pasacalles forman parte de la celebración, que culmina en la llamada Noche de Calacús.[16][17][18]

## Fiestas religiosas

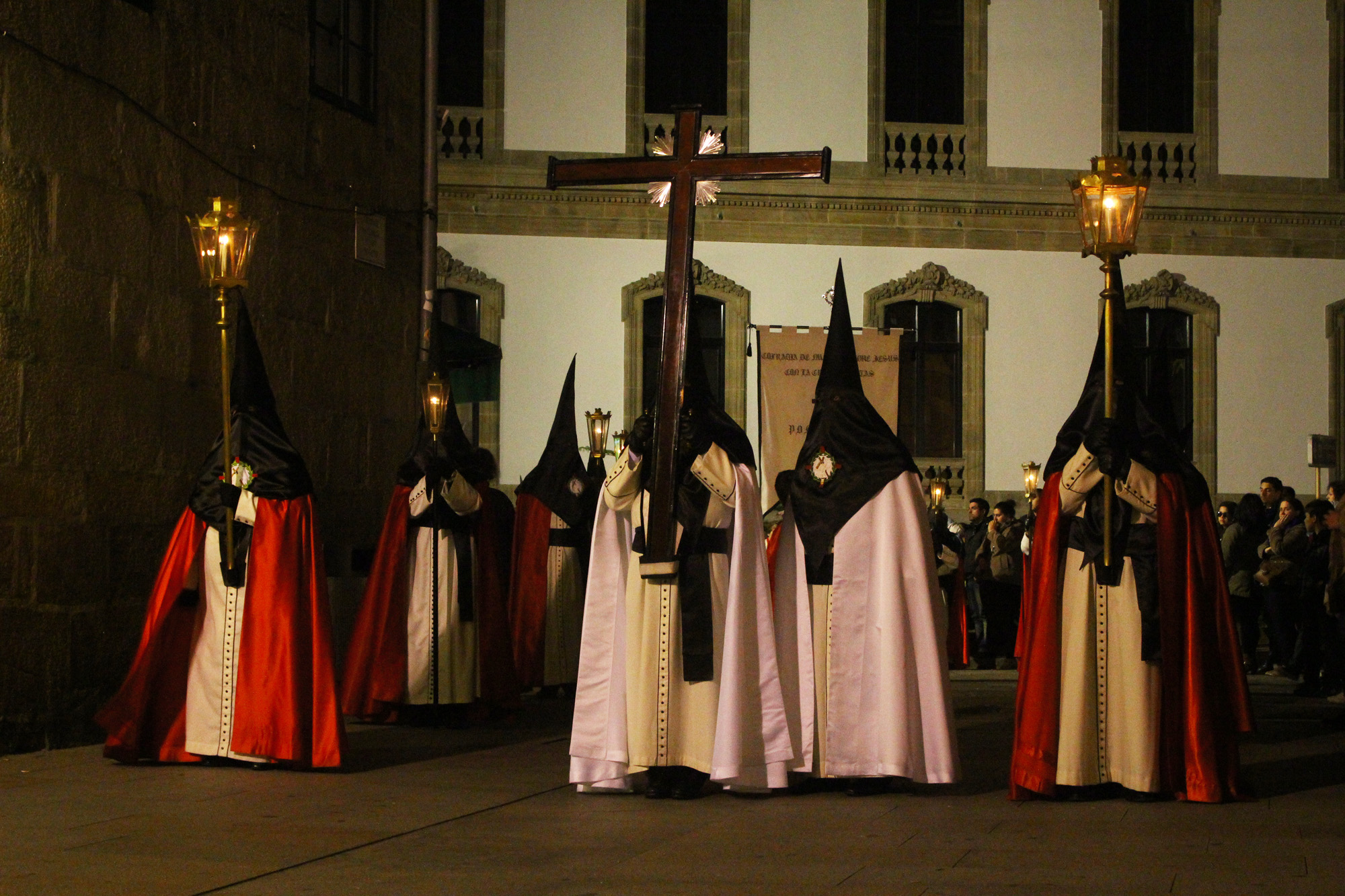
Cofradía en la Semana Santa pontevedresa.

- Semana Santa en Pontevedra. Las festividades de la Semana Santa en Pontevedra tuvieron su origen en el siglo XIV. En 1949 se revitalizaron con el resurgimiento de las procesiones y la fundación de dos cofradías.[19] En la actualidad, las procesiones de Semana Santa en Pontevedra destacan por la participación durante toda la semana de diversas cofradías, entre ellas la Cofradía del Corpo Santo, la Cofradía del Mayor Dolor, la Cofradía del Silencio y la Cofradía de la Vera Cruz. Esta tradición, profundamente arraigada en la ciudad, ha captado la atención de publicaciones como The Washington Post. La singularidad de estas procesiones, que combinan devoción, solemnidad y una rica herencia cultural, ha hecho que Pontevedra se distinga como un lugar de referencia durante esta celebración religiosa.[20][21][22][23]

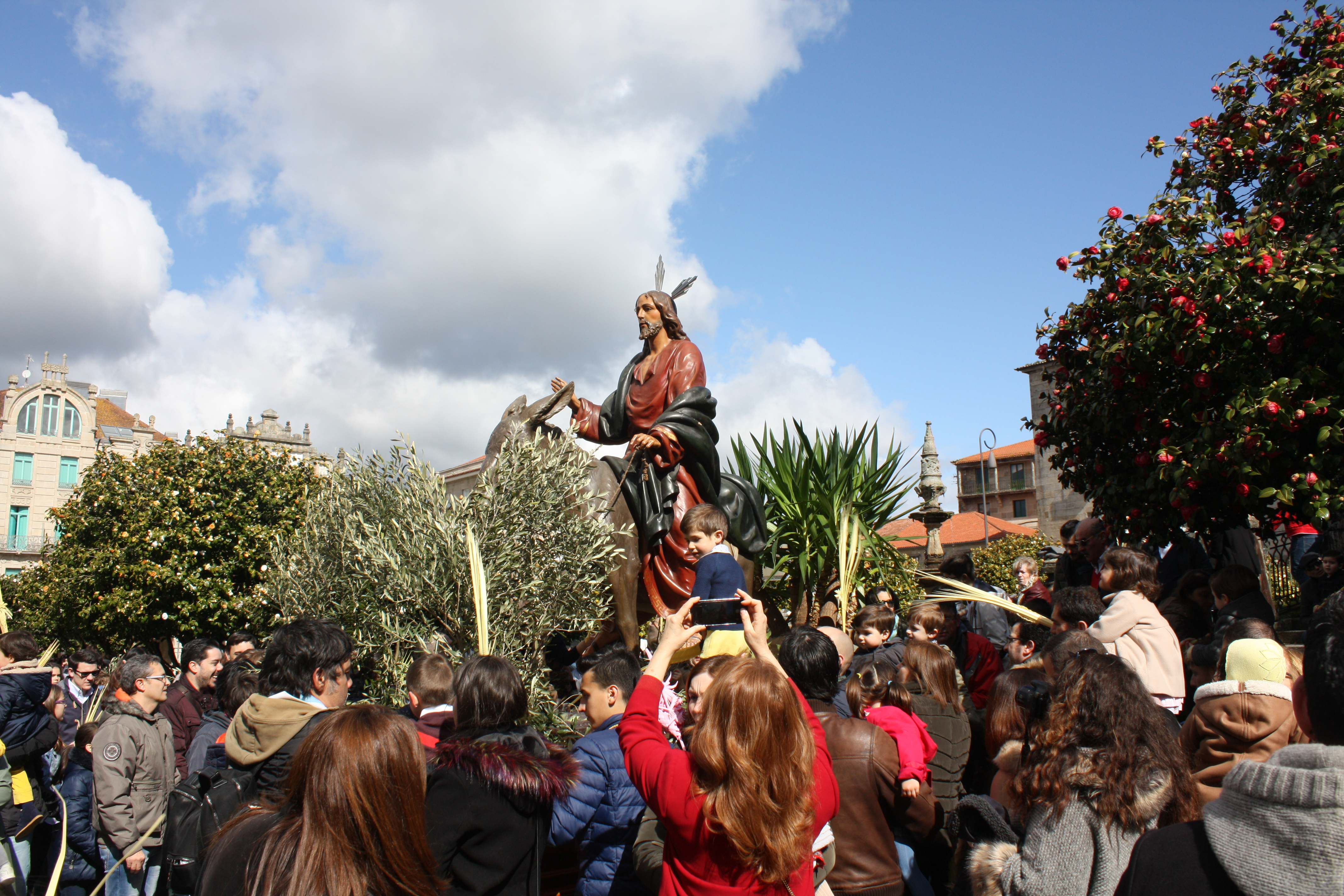
Procesión de la Borriquita en marzo de 2018.

El Domingo de Ramos, la procesión de la Borriquita conmemora la entrada de Jesús en Jerusalén montado en un burro. Durante esta celebración, la imagen de Jesús es trasladada en una solemne procesión, mientras los fieles, con palmas y ramos en mano, azotan simbólicamente a la Borriquita, recreando el recibimiento que le dio el pueblo de Jerusalén. La jornada también incluye la tradicional bendición de palmas y ramos, dando inicio a la Semana Santa.

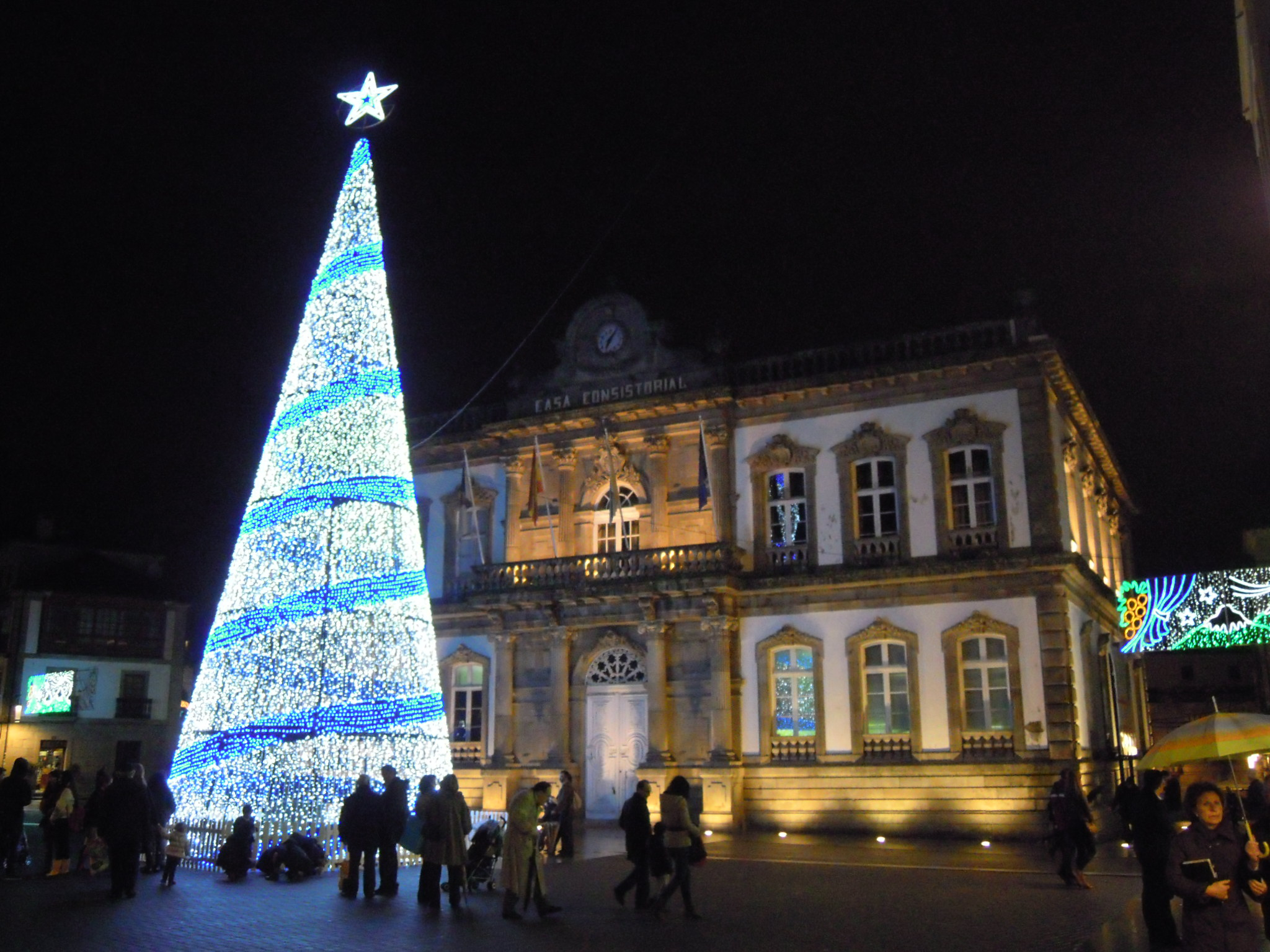
Árbol de Navidad en la plaza de España.

- Corpus Christi. Es una celebración destacada por su esplendor y tradición que conmemora la Eucaristía. Cada año, la ciudad se viste de gala en la madrugada del domingo con alfombras florales elaboradas por los vecinos, que adornan el recorrido de la procesión de la Solemnidad del Cuerpo y la Sangre de Cristo que atraviesa el casco histórico hasta la basílica de Santa María la Mayor, donde destacan los conjuntos florales en la plaza de Alonso de Fonseca.[25]

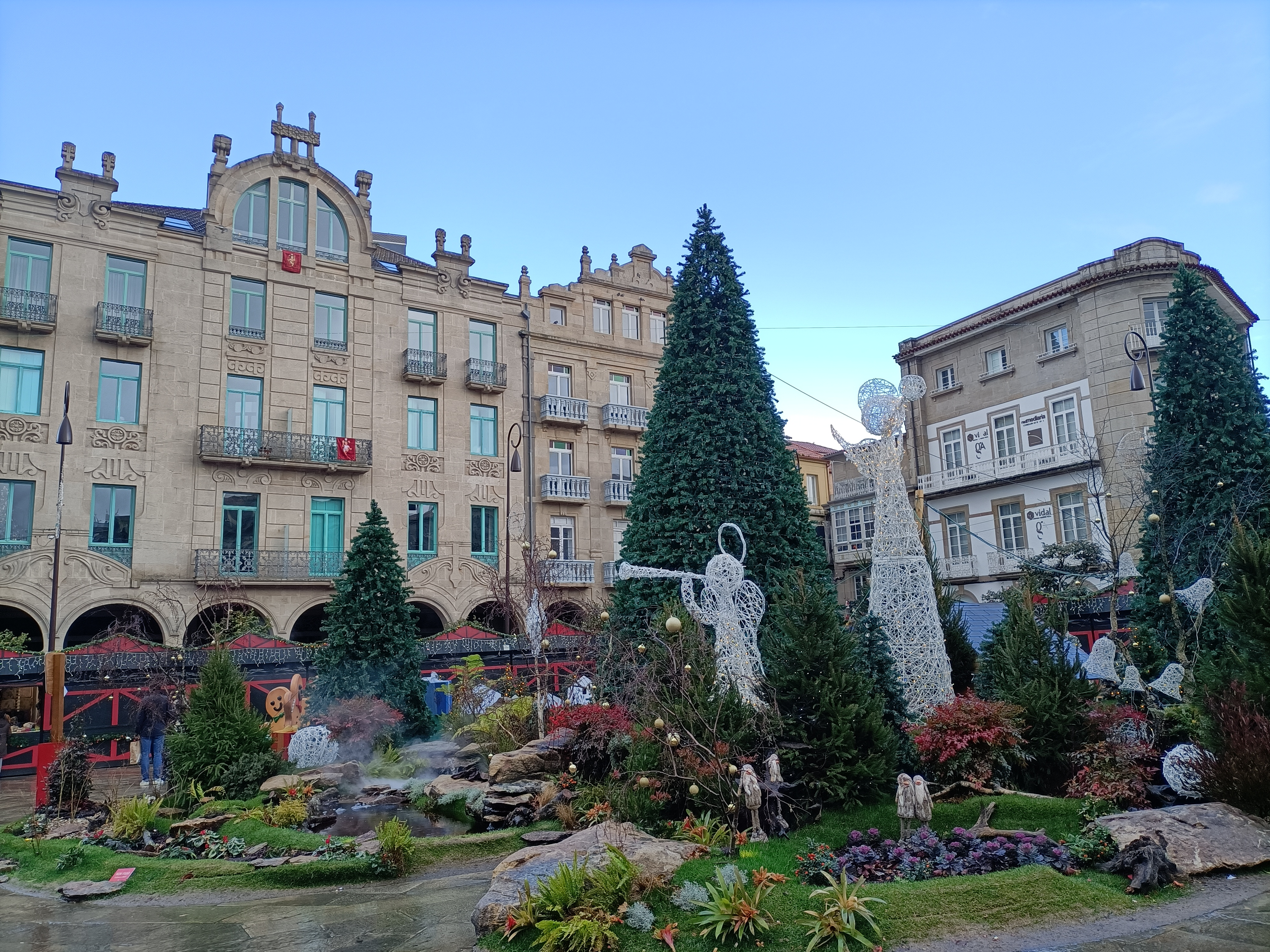
Poblado y mercado navideños en 2023.

- Navidad. Durante la Navidad, Pontevedra se transforma en un escenario festivo con calles engalanadas de luces y adornos que reflejan el espíritu de las fiestas. Entre los elementos más destacados se encuentran los árboles y bolas gigantes de Navidad iluminados, así como el poblado y mercado navideño en la Plaza de la Herrería. Además, la Plaza de España alberga una popular pista de hielo.[26][27][28]

El 31 de diciembre por la tarde se desarrolla la popular Carrera de San Silvestre, una carrera atlética de carácter popular a través de las calles de Pontevedra. 
El 5 de enero, la ciudad se llena de magia con la llegada de los Reyes Magos y su tradicional cabalgata. El recorrido parte desde la calle Doctor Loureiro Crespo en A Eiriña, y continúa por las principales arterias de la ciudad, pasando por la calle de Benito Corbal, la Plaza de la Peregrina, y la Calle Michelena, hasta culminar en la Plaza de España y la Alameda.

## Fiestas patronales
- Fiestas de La Peregrina. Las fiestas en honor a la Virgen Peregrina, patrona de la provincia de Pontevedra, comienzan el segundo sábado de agosto con el pregón a cargo de una figura pública con fuertes lazos con la ciudad desde el balcón de la Casa Consistorial. Estas son las celebraciones más importantes de la ciudad, con una semana grande repleta de actividades como conciertos, charangas, pasacalles, verbenas, y la tradicional ofrenda floral a la Virgen. Durante diez días, Pontevedra se llena de vida con actividades para niños, una feria con atracciones, barracas, y una amplia variedad de conciertos al aire libre. Los festejos se inician y concluyen con fuegos artificiales que iluminan la ría de Pontevedra. Uno de los eventos más destacados es la Batalla de Flores, un colorido desfile de comparsas, carrozas y orquestas que se celebra el martes y recorre el centro de la ciudad.[31][32][33][34][35]

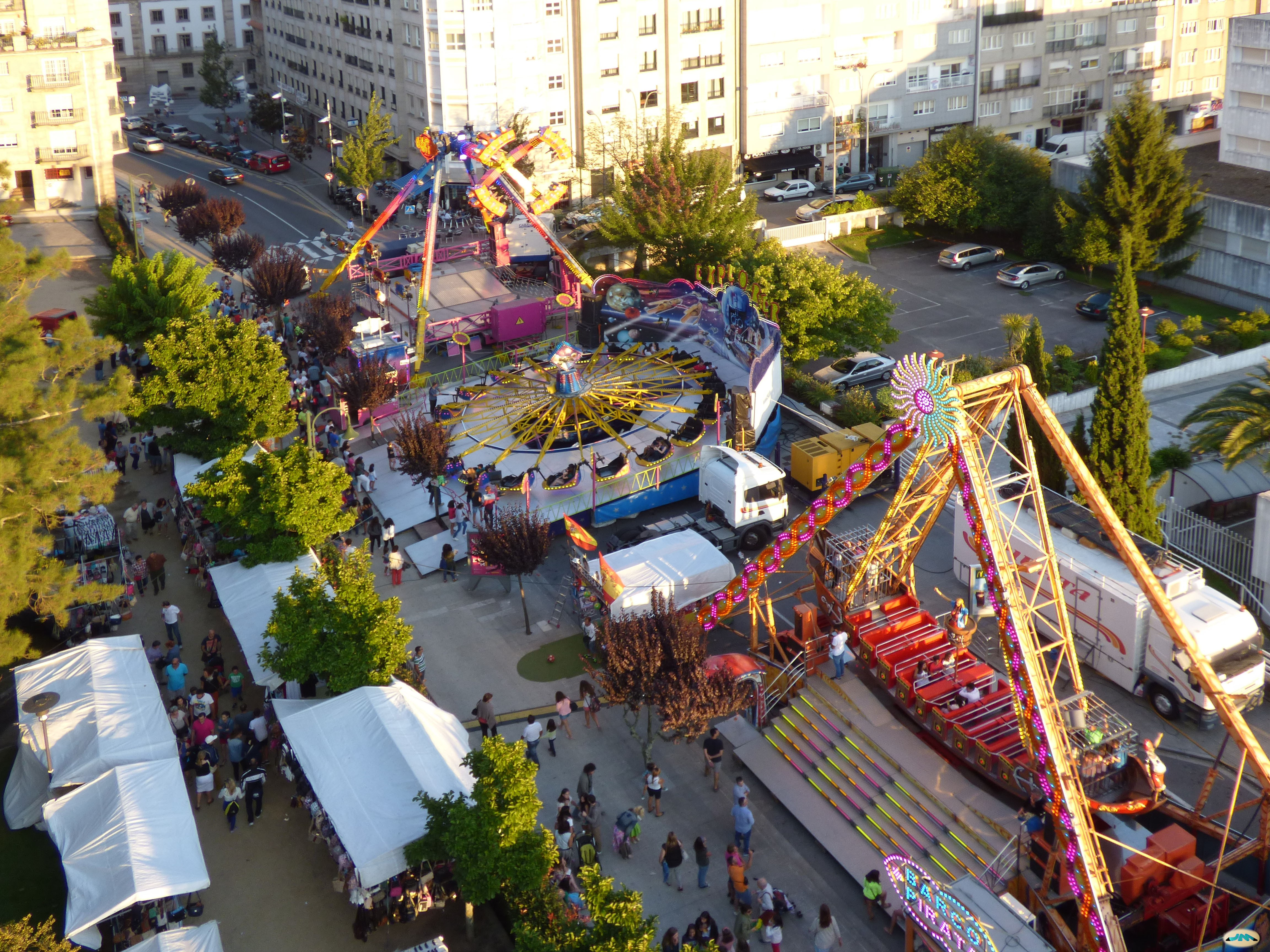
Atracciones en las Fiestas de la Peregrina.

- Fiestas de Santiaguiño do Burgo. Las fiestas en honor al patrono del barrio de O Burgo se celebran en torno al 25 de julio. Entre las actividades destacadas, se encuentra la tradicional procesión de las uvas y el maíz, donde la imagen de Santiago Peregrino recorre las calles del barrio, acompañado de gigantes y cabezudos. Además, los festejos incluyen una animada feria con atracciones, barracas y un espectáculo de fuegos artificiales que ilumina la noche.[36][37][38]

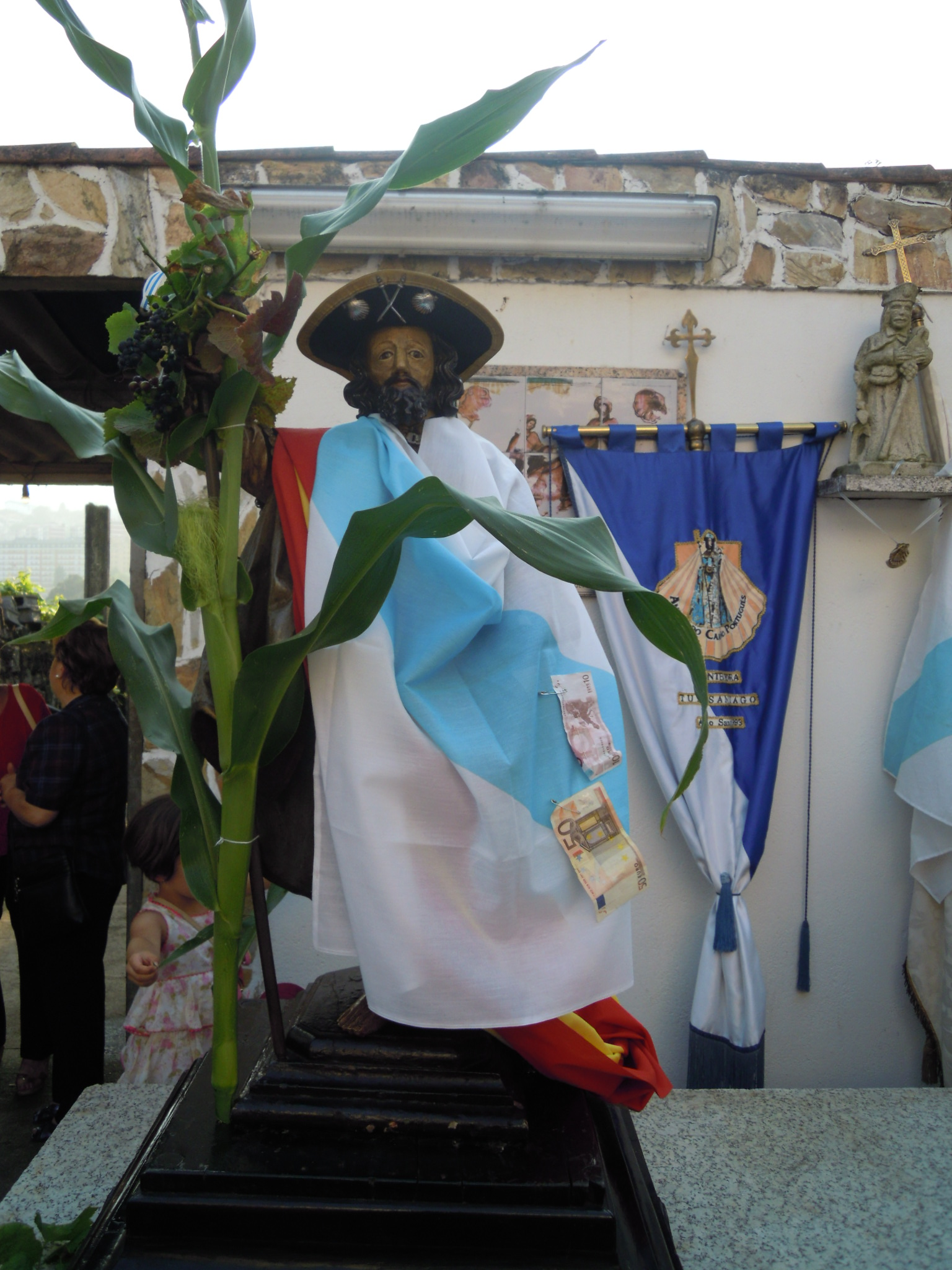
Santiago del Burgo con las uvas y el maíz.

- Fiestas de San José de Campolongo. Se organizan en torno al 19 de marzo en el barrio de Campolongo. En el marco de la festividad, se lleva a cabo una procesión tradicional alrededor de la iglesia del barrio, donde la imagen de San José recorre las calles en un carruaje adornado con flores y mantos bordados especialmente para la ocasión. Además, una banda folclórica llena de vida las calles del barrio con su música, creando un ambiente festivo. Durante casi veinte años, hasta 2008, fueron un evento emblemático en la ciudad de Pontevedra, destacando por sus atracciones, puestos de comida y las concurridas verbenas nocturnas.[39][40]
- Fiestas del Buen Pastor de Monte Porreiro. Se organizan a finales de abril en el barrio de Monte Porreiro. Durante las festividades, se combinan actos musicales y juegos infantiles con celebraciones religiosas. El programa incluye pasacalles, una procesión con la imagen del Buen Pastor, una animada verbena y una fiesta dedicada a los más pequeños.[41]

## Romerías
- Romería de San Benitiño de Lérez. La romería de San Benitiño de Lérez, que se celebra el 11 de julio en el monasterio de San Salvador de Lérez y sus alrededores, es una fiesta popular declarada Fiesta de Interés Turístico Nacional desde 1929. Los devotos realizan rituales de curación de la piel con el aceite de la lámpara de San Benito y ofrecen exvotos, dinero, gallinas y huevos, que se subastan por la tarde. La celebración incluye servicios religiosos, música, una comida tradicional de mejillones, y una fiesta popular al otro lado del río Lérez, en la playa del Lérez, con barcas decoradas y música en vivo durante todo el día.[42][43]

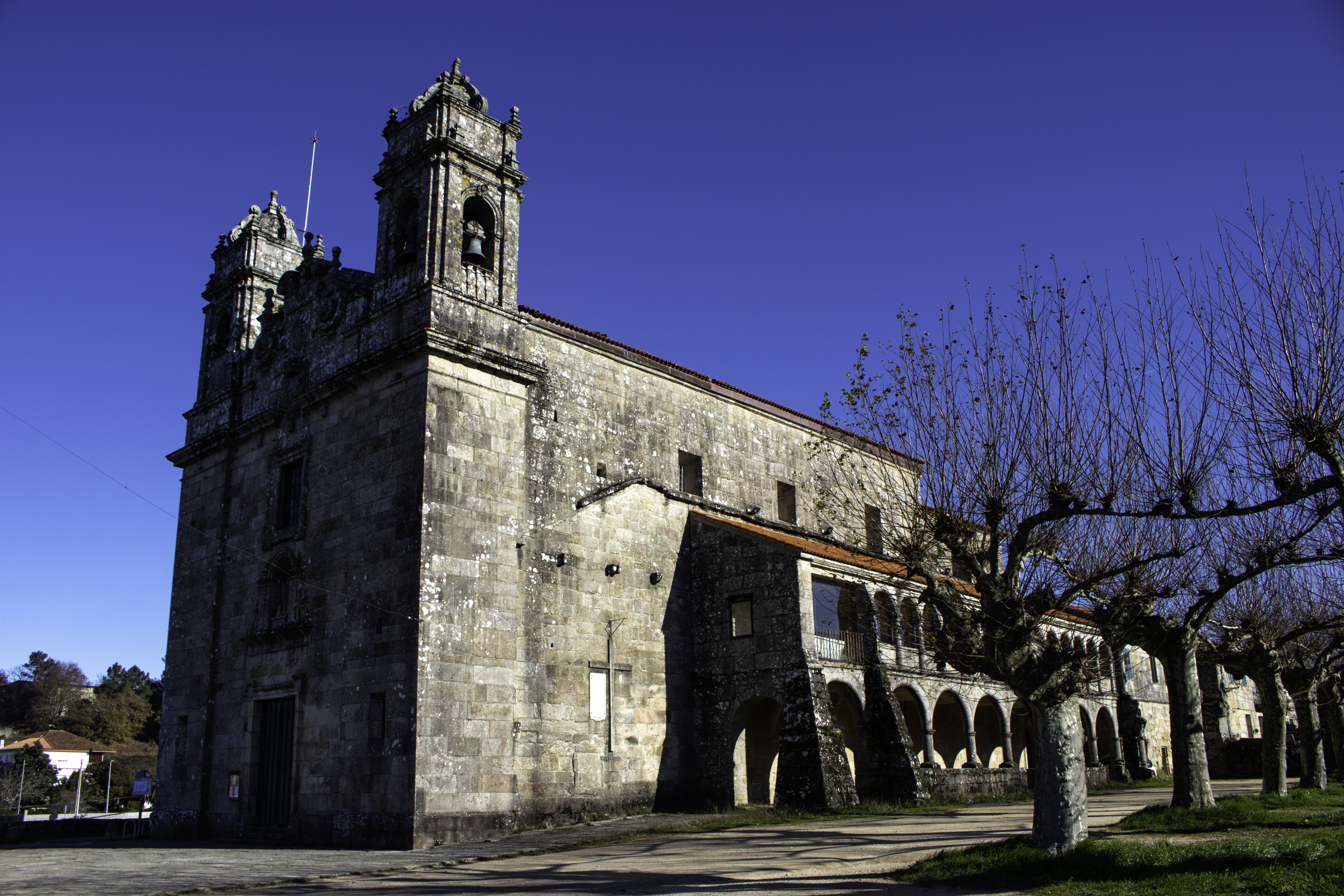
Monasterio de San Salvador de Lérez, centro de la romería del mismo nombre.

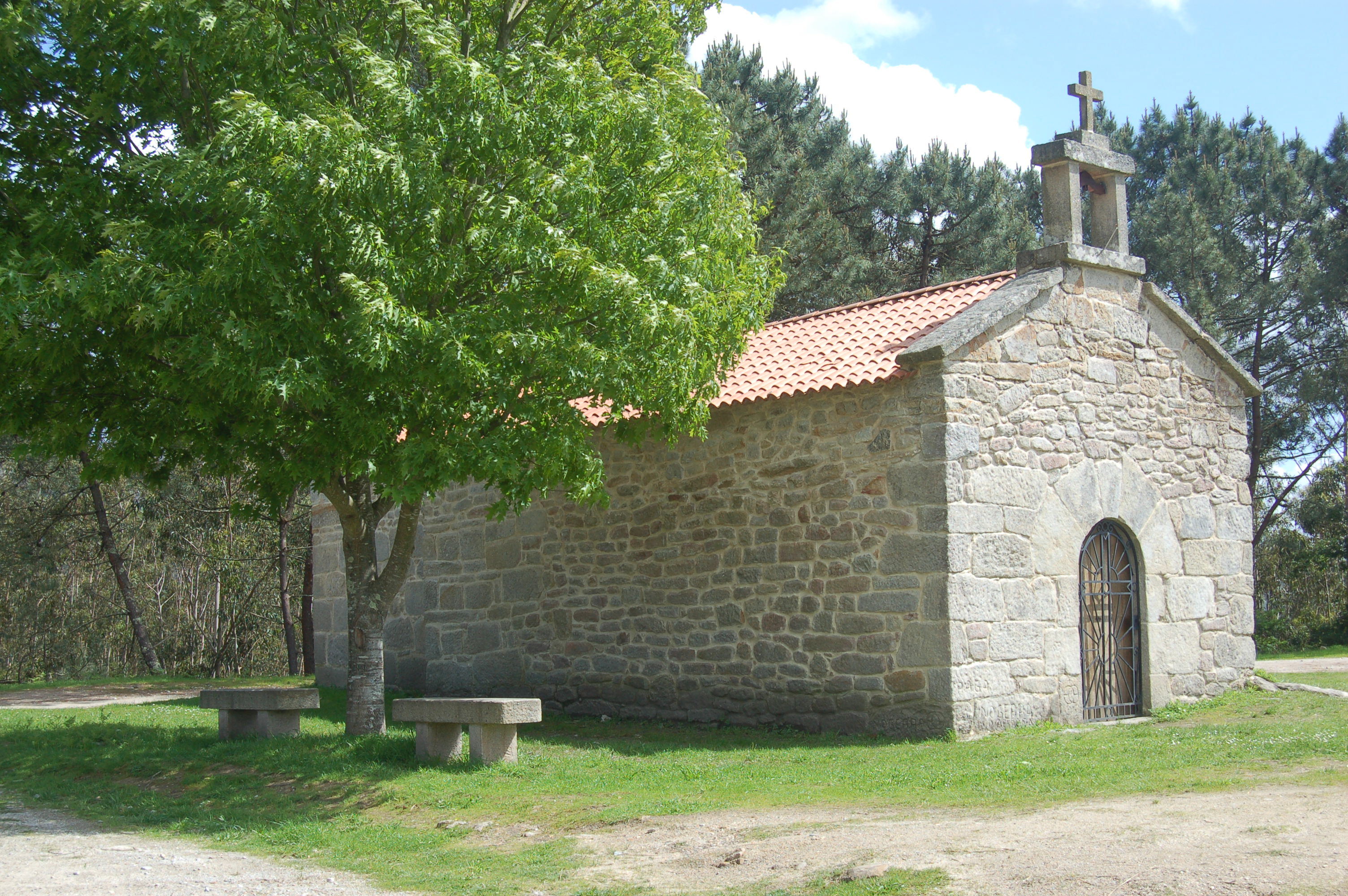
Capilla de San Cibrán en Tomeza.

- Romería de San Cibrán de Tomeza. El lunes de Pascua, numerosos devotos se dirigen a la ermita de San Cibrán para participar en una tradición centenaria. Los romeros adquieren hierbas milagrosas para ahuyentar el meigallo y realizan el ritual de dar nueve vueltas alrededor de la capilla, lanzando piedras sobre el tejado de espaldas al edificio. La jornada también incluye una procesión, música que se extiende hasta la noche, y una comida popular que reúne a los asistentes.[44]

## Fiestas históricas

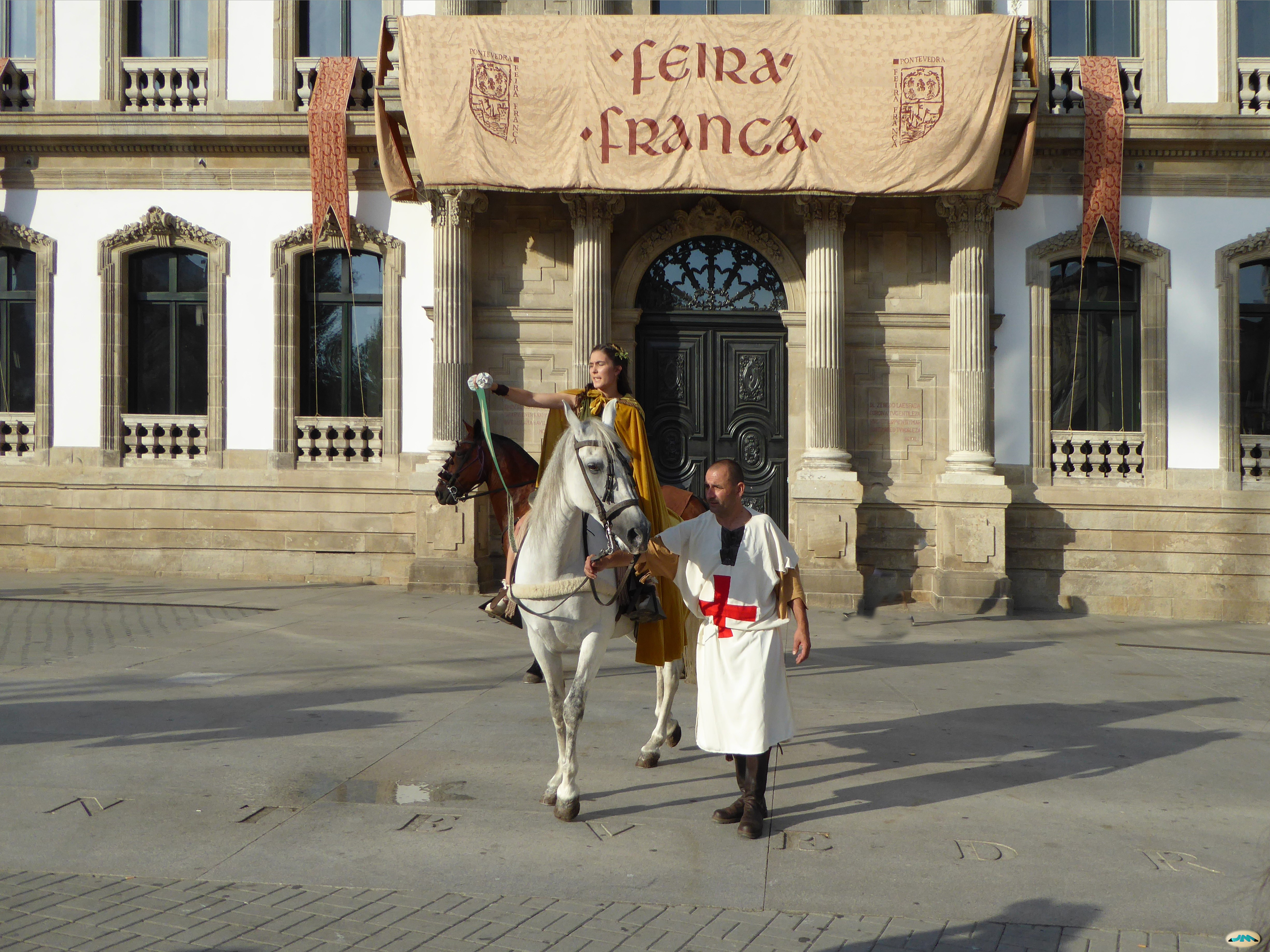
Caballero y dama a caballo durante la Feira Franca de Pontevedra.

- Feira Franca de Pontevedra. Esta fiesta es una celebración medieval que tiene lugar el primer fin de semana de septiembre en el centro histórico de la ciudad, la Alameda de Pontevedra, el parque de las Palmeras, la Avenida Reina Victoria y el entorno del río Lérez. Ambientada en la Edad Media, la fiesta comienza con un pregón a caballo e incluye desfiles, un mercado medieval, torneos de caballería, espectáculos de cetrería, y una variedad de actividades como malabares, música, talleres de artesanía y representación de oficios antiguos, y puestos de comida.[45][46]

La feria, que atrae a unas 100.000 personas vestidas de época, tiene sus raíces en un mercado libre de impuestos concedido por el rey Enrique IV en 1467. La versión moderna de la feria comenzó en el año 2000 y ha ganado reconocimiento como fiesta de interés turístico de Galicia desde 2013. Cada año, el evento adopta un tema específico, como los Irmandiños o la astronomía, entre otros muchos, que inspira las actividades y decoraciones. La Feira Franca recrea la atmósfera medieval con una ambientación que incluye decoración como estandartes, banderines y réplicas de las puertas medievales de la antigua muralla de Pontevedra.

## Fiestas y certámenes gastronómicos
- Outubrofest. La Outubrofest, que tiene lugar desde 2008 durante varios días a finales de octubre y primeros de noviembre en una carpa instalada en la plaza de España o en la Alameda de Pontevedra, combina la gastronomía alemana con el espíritu del rugby. Este evento gastronómico ofrece una variedad de salchichas alemanas y cervezas, además de productos típicos de las festividades inspiradas en el Oktoberfest de Múnich. La oferta también incluye opciones para veganos y personas con celiaquía.[50][51][52][53][54]
- Pontedetapas. Este certamen de tapas, que se celebra a finales de noviembre y principios de diciembre, destaca por su variedad de tapas innovadoras y creativas, así como clásicos y cócteles. Considerado como uno de los eventos gastronómicos más relevantes de Galicia, en él participan numerosos establecimientos de la ciudad a lo largo de más de una semana.[55][56][57]
- Fiesta del Caldo de Mourente. Se trata de un evento gastronómico en la parroquia pontevedresa de Mourente que se celebra el segundo fin de semana de marzo.[58] El sábado se preparan grandes cantidades de caldo y cocido con ingredientes tradicionales. Durante la fiesta, se nombran nuevos cofrades de la Orden del Caldo Gallego de Mourente. El domingo, los asistentes pueden degustar caldo y cocido a precios accesibles en un evento que combina tradición y comunidad. Durante la fiesta una destacada figura del ámbito cultural pronuncia un pregón, seguido por un desfile de cofradías gastronómicas invitadas. Tras estos actos, se realizan actuaciones musicales a cargo de grupos folclóricos. Fue declarada Fiesta de Interés Turístico de Galicia en 2018.[59][60][61]
- Fiesta de San Patricio. La Fiesta de San Patricio en Pontevedra, organizada por el club Mareantes Rugby, se celebra en la Plaza de España desde el miércoles hasta el domingo 17 de marzo. Bajo una gran carpa, el evento ofrece una amplia variedad de cervezas irlandesas y cervezas locales, además de comida típica como hamburguesas, perritos calientes, salchichas irlandesas o jamón asado. Cada día hay actuaciones musicales en directo, y todos los beneficios se destinan a la Escuela-Academia de Rugby del club, donde entrenan un centenar de niños.[62][63]

## Festivales
- Festival Internacional de Jazz y Blues de Pontevedra. Se celebra en verano y es uno de los eventos de jazz y blues más antiguos de Galicia. Iniciado en 1993, ha contado con artistas destacados como Johnny Winter, John Scofield y Solomon Burke. A lo largo de los años, el festival se ha celebrado tradicionalmente en la última semana de julio en la plaza de Teucro o en agosto en la actualidad en la plaza de la Herrería, presentando a figuras internacionales y ofreciendo una mezcla de jazz, blues y soul.[64][65][66][67][68]

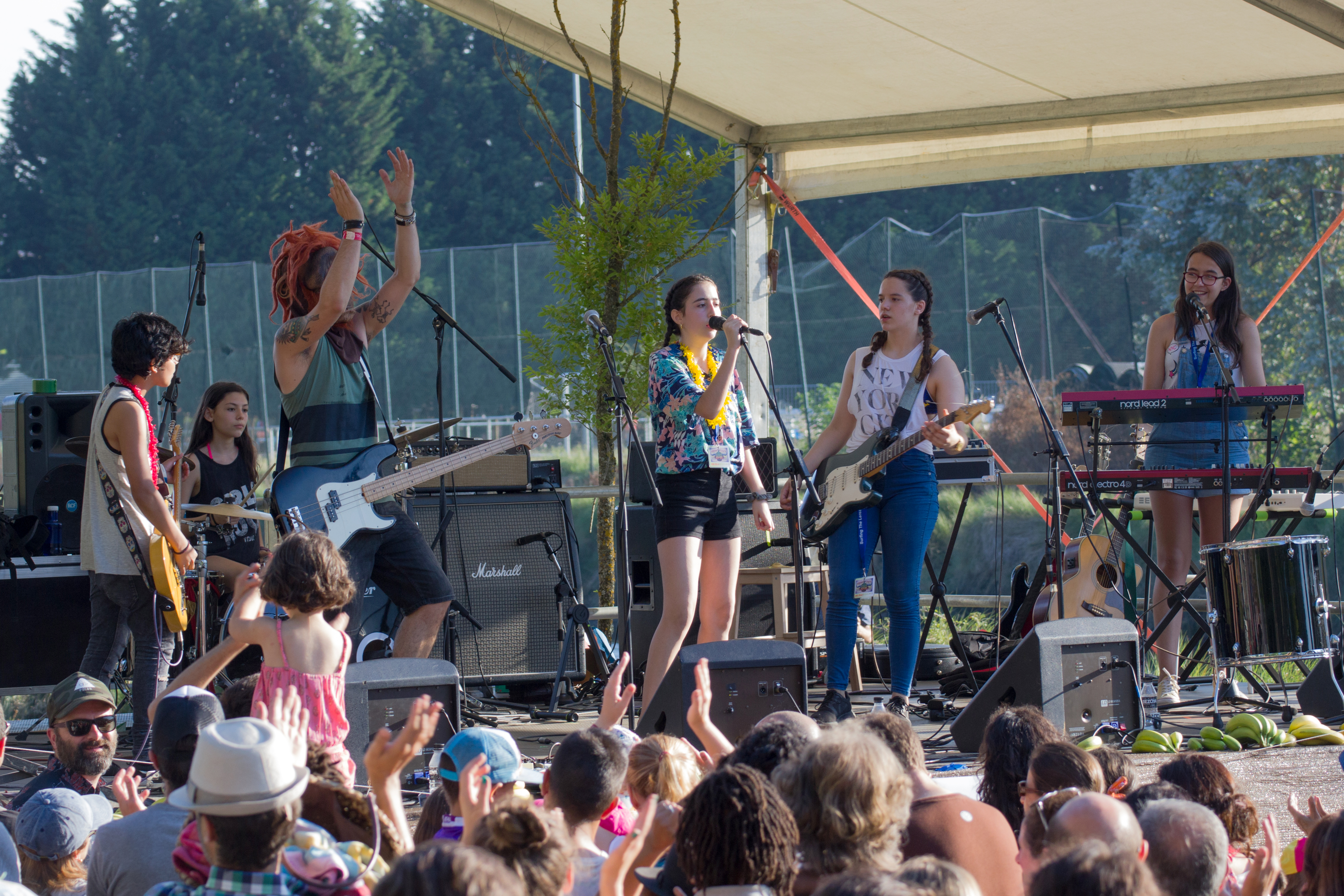
El Festival Surfing the Lérez en 2017

- Surfing the Lérez. El festival Surfing the Lérez, celebrado cada junio en la Isla de las Esculturas, es un evento musical que destaca por la participación de bandas y artistas del ámbito independiente. Iniciado el 1 de septiembre de 2011 en la Sala Karma con un enfoque en surf instrumental, el festival se ha expandido con el tiempo. Originalmente, el festival ofrecía talleres y degustaciones de productos gallegos. Aunque comenzó como un evento de una semana, actualmente se realiza durante el fin de semana, incluyendo conciertos de bandas nacionales e internacionales de géneros como indie, surf instrumental y rock and roll.[69][70][71][72]
- Río Verbena Fest. El Río Verbena Fest es un festival de música urbana, indie y pop que se celebra anualmente en la ciudad. La primera edición tuvo lugar en septiembre de 2022 en el parque del barrio de Tafisa. En 2023, el festival se trasladó a la explanada del Recinto Ferial y se realizó el 25 y 26 de agosto, siendo finalista en los Iberian Festival Awards en la categoría de Mejor Nuevo Festival. La tercera edición también se realizó en agosto de 2024.[73][74][75]
- Big Sound Festival Pontevedra. Su primera edición en la ciudad tuvo lugar el 11 y 12 de julio de 2025 en el parque de Tafisa.[76][77][78] El Big Sound es un festival de música urbana. Reúne géneros como el reguetón, el trap, el rap, el pop urbano y el electro latino, y ha contado con artistas nacionales e internacionales como Nicky Jam, Rels B, Omar Montes o Abraham Mateo. En su primera edición atrajo a más de 35 000 personas, colgando el cartel de entradas agotadas. El evento destaca por su gran aforo, dos escenarios enfrentados y servicios como food trucks y refuerzo de transporte público.

## Feria Taurina

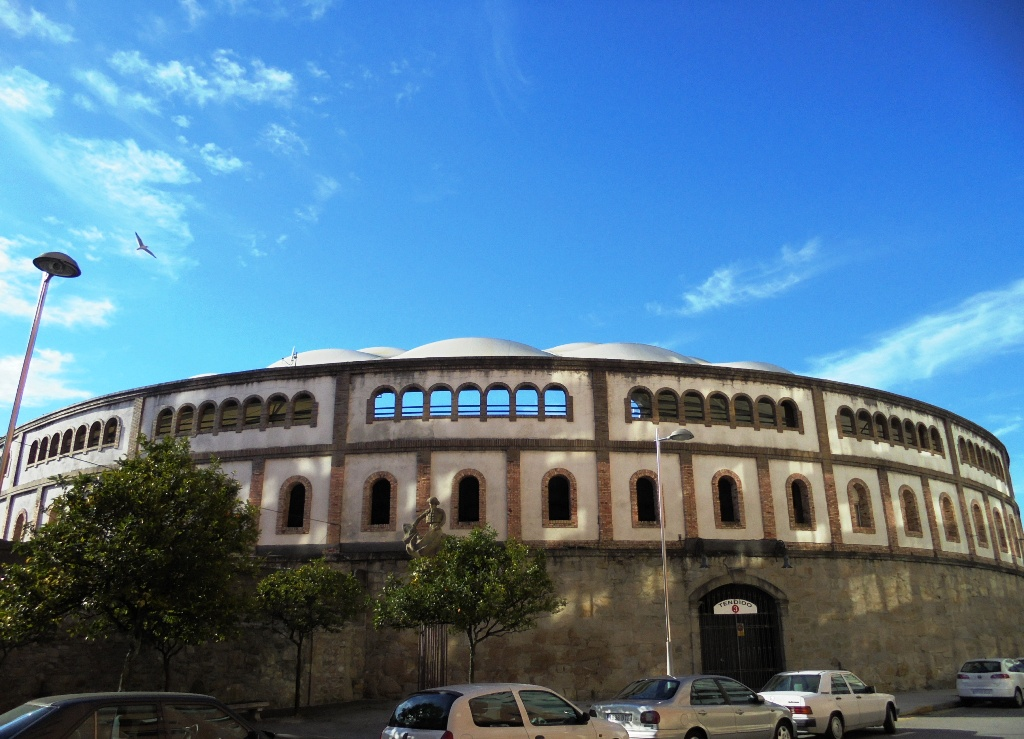
Plaza de toros de Pontevedra.

Pontevedra acoge la feria taurina por antonomasia de la región en la única plaza de toros permanente de Galicia. Los días de corrida, la arraigada tradición de las noches de peñas añade otro toque festivo a la noche pontevedresa. La feria se extiende durante tres fines de semana del mes de agosto y coincide con las Fiestas de la Peregrina. A lo largo de su historia, ha contado con la participación de las figuras más destacadas de la tauromaquia española. Tras las corridas, las festividades continúan con las Noches de Peñas, que  cuentan con al menos 40 peñas registradas.